# Mircea Mureșan (regizor)
Mircea Mureșan (Mircea-Nicolae-Ioan Mureșian, n. 11 noiembrie 1928, Sibiu – d. 24 aprilie 2020) a fost un regizor român de film. Debutul în film îl face după absolvirea în 1955 a IATC, cu un film avându-i în distribuție pe Dumitru Furdui și Vasilica Tastaman (Toamna se numără..., 1961). Dobândește consacrarea cu Răscoala (1966), film premiat la Festivalul de la Cannes.
A fost vicepreședinte al Asociației Cineaștilor (ACIN) între 1974-1989. Cariera sa cinematografică, debutată sub semnul ecranizărilor, se reorientează treptat spre comedie, cu rare excursii în domeniul documentarelor.

## Filmografie

### Ca regizor
- Alo?... Ați greșit numărul! (1958) - prim asistent regie
- Toamna se numără bobocii (1961)
- Partea ta de vină... (1963)
- Răscoala (1966) - Cannes 1966: „Prix de la Premiere Oeuvre” și nominalizat la Palme d'Or (IMDB)
- K.O. (1968)
- Baltagul (1969) - în selecția Festivalului de la Veneția
- Lunga noapte de șase ani - film documentar (1970) (distrus)
- Asediul (1971)
- Bariera (1972)
- Porțile albastre ale orașului (1974)
- Toate pînzele sus (serial TV, 1977)
- Împușcături sub clar de lună (1977)
- Blestemul pămîntului – Blestemul iubirii (1980)
- Întoarcere la dragostea dintîi... (1981)
- Lumini și umbre (1981-1982), în colaborare cu Andrei Blaier și Mihai Constantinescu - serial TV
- O lebădă iarna (1983) (cu titlul de lucru Un accident numit Duffy)
- Horea (1984)
- Cei mai frumoși 20 de ani - film documentar, (1985)
- Maria și marea (1989)
- Miss Litoral (1991)
- A doua cădere a Constantinopolului (1994)
- Sexy Harem Ada Kaleh (2001)
- Vrăjitoarea Azucena - Îngerul de abanos (2004)

### Ca scenarist

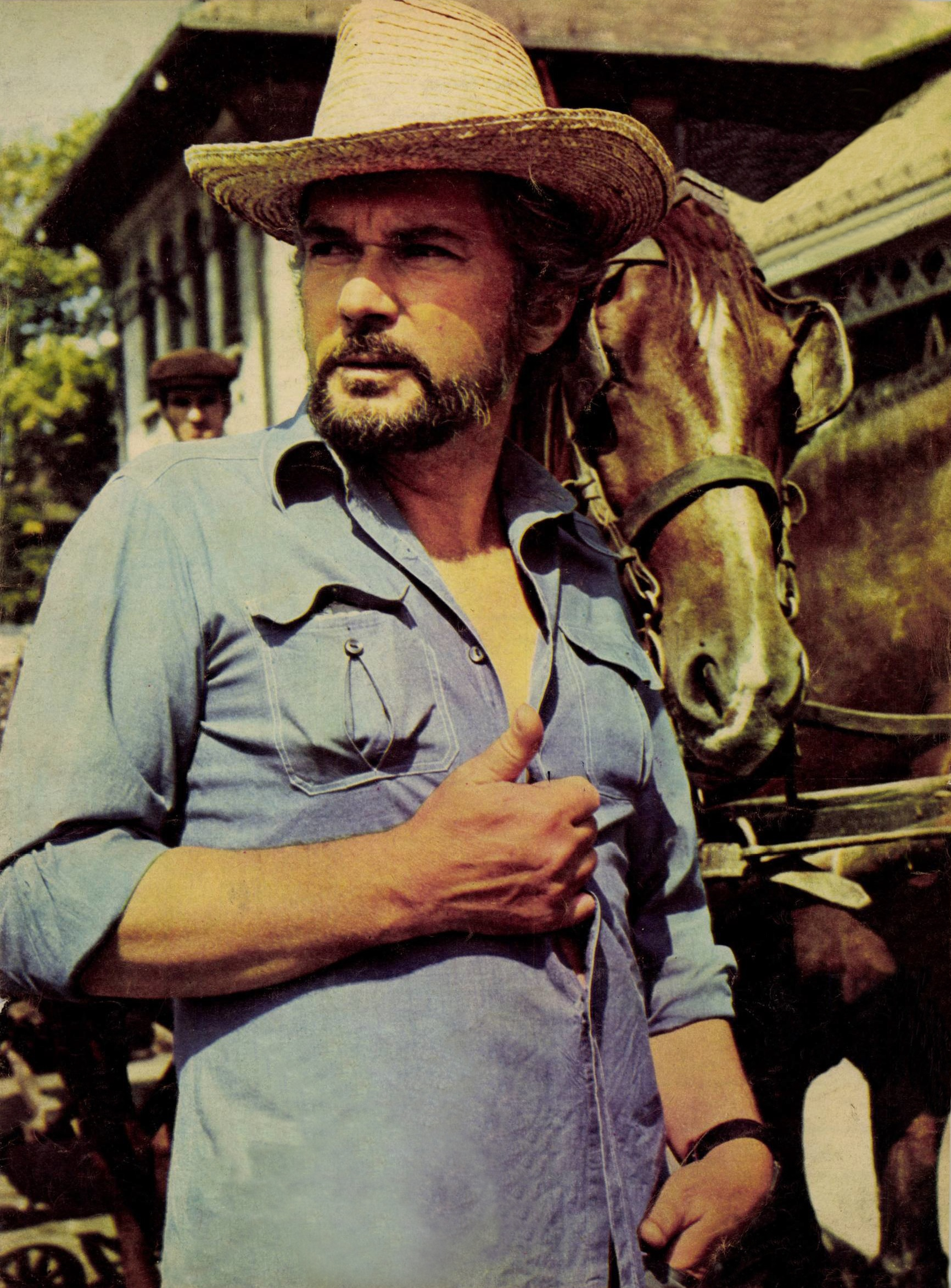
Mircea Mureșan în 1973

- Toamna se numără..., coscenarist cu András Sütő, (1961)
- K.O. (1968) - în colaborare cu Eugen Popiță
- Baltagul (1969) - scenariu adaptat după Mihail Sadoveanu
- Asediul (1971) - în colaborare cu Corneliu Leu
- Toate pînzele sus (serial TV, 1977) - în colaborare cu Al. Struțeanu
- Întoarcere la dragostea dintîi... (1981)
- Păstrează-mă doar pentru tine, (1988)
- Sexy Harem Ada Kaleh (2001)
- Vrăjitoarea Azucena - Îngerul de abanos, (2004)

### Ca actor
- K.O. (1968)
- Astă seară dansăm în familie (1972)
- Aventuri la Marea Neagră (1972) - olandez
- Miss Litoral (1991)
- Sexy Harem Ada Kaleh (2001)